# Kaplica Najświętszej Maryi Panny Loretańskiej w Tymbarku
Kaplica Najświętszej Maryi Panny Loretańskiej w Tymbarku – niewielka świątynia w miejscowości Tymbark, będąca pod zarządem parafii Narodzenia Najświętszej Maryi Panny.
Kaplica znajduje się na osiedlu Góry w Tymbarku, bezpośrednio przy torach kolejowych. Zbudowana została w 1826 roku. Jest to budynek wykonany z kamienia i otynkowany, przykryty blaszanym dachem siodłowym. Wzniesiono go na planie prostokąta z absydą wydzieloną uskokiem. Z boku przylega niewielka zakrystia. Zwieńczenie stanowi niewielka czworoboczna wieżyczka na sygnaturkę z małym barokowym hełmem.
Wewnątrz znajduje się niewielki ołtarz z ikoną Matka Boża z Dzieciątkiem z XIX wieku. Ponadto znajdują się tam również inne dzieła sztuki sakralnej, jak np.:
- obraz Veraicon z przełomu XVII i XVIII wieku,
- obraz Matka Boża z Dzieciątkiem, św. Anną i św. Joachimem z XVIII wieku,
- drewniany krzyż ołtarzowy z końca XVIII wieku,
- obraz Chrystus Bolesny z XVIII wieku,
- barokowa rzeźba Bóg Ojciec z XVIII wieku.